# Tricia Saunders
Tricia Saunders, geborene Patricia McNaughton, (* 21. Februar 1966 in Ann Arbor, Michigan) ist eine ehemalige US-amerikanische Ringerin und derzeitige Trainerin. Sie war zwischen 1992 und 1999 viermal Weltmeisterin bei den Frauen im freien Stil.

## Werdegang
Saunders stammt aus einer Familie, in der das Ringen großgeschrieben wurde. Großvater, Vater und Bruder waren alle Ringer. Sie selbst begann schon im Alter von sieben Jahren mit dem Ringen, musste damals aber noch meist gegen Jungen ringen, weil das Frauenringen damals noch in den Kinderschuhen steckte und es kaum weibliche Ringer gab. 1976 wurde sie erstmals Jugendmeisterin von Michigan.
In ihrer High-School- und College-Zeit hatte Saunders keine Gelegenheit zum Ringen. Sie konzentrierte sich deshalb in jenen Jahren auf das Turnen. Als das Frauenringen ab Mitte der 1980er Jahre aber an Popularität gewann, begann sie 1989 wieder mit dem Ringen. Unter ihrem Geburtsnamen McNaughton gewann sie bereits 1990 zum ersten Mal die US-Meisterschaft der Frauen in der Klasse bis 50 kg Körpergewicht. Bei der Weltmeisterschaft 1990 in Luleå belegte sie den sechsten und ein Jahr später in Tokio den fünften Platz. Sie zog nach Phoenix, Arizona und wurde dort Mitglied des Ringerclubs Sunkist Kids. Der US-amerikanische Spitzenringer Townsend Saunders wurde ihr Trainer. Im Jahre 1992 heirateten Tricia und Townsend Saunders. 
Im Jahre 1992 wurde Saunders in Villeurbanne/Frankreich erstmals Weltmeisterin in der Gewichtsklasse bis 50 kg Körpergewicht. Im Endkampf besiegte sie dabei die starke Japanerin Yoshiko Endo. Im folgenden Jahr 1993 konnte sie diesen Titel in Larvik/Norwegen nicht verteidigen. Sie verlor dort in der Gewichtsklasse bis 47 kg im Finale gegen die Chinesin Zhong Xiue, wurde aber Zweite.
Im Jahre 1995 musste sie sich bei der Weltmeisterschaft in Moskau in der Gewichtsklasse bis 47 kg hinter Miyu Ikeda aus Japan, Zhong Xiue und Jelena Jegotschina aus Russland mit dem vierten Platz begnügen. 1996 feierte sie dann gleich zwei große internationale Erfolge. Sie wurde zunächst in der Höhle des Löwen in Japan internationale asiatische Meisterin in der Gewichtsklasse bis 50 kg und holte sich danach in Sofia in der Gewichtsklasse bis 47 kg ihren zweiten Weltmeistertitel. Im Endkampf siegte sie dabei über die Französin Angélique Berthenet-Hidalgo. 
Bei den Weltmeisterschaften 1998 in Posen und 1999 in Hildursborg/Schweden erkämpfte sie sich dann die Weltmeistertitel Nr. 3 und 4. In Posen siegte sie vor Miyu Ikeda aus Japan und Inga Alexejewna Karamtschakowa aus Russland und in Hildursborg siegte sie in der Gewichtsklasse bis 46 kg Körpergewicht vor Zhang Xiue und Inga A. Karamtschakowa. 
Bei der Teilnahme an der letzten Weltmeisterschaft 2001 in Sofia war ihr kein Erfolg mehr beschieden. Sie verlor ihre beiden Kämpfe gegen Misato Shimizu aus Japan und Ayse Guneri aus der Türkei und kam nur auf den 15. Platz. Insgesamt gesehen war Saunders aber eine der erfolgreichsten Ringerinnen in der noch kurzen Geschichte des Frauenringens. Da das Frauenringen erst im Jahre 2004 in das olympische Programm aufgenommen wurde, konnte sie an keinen Olympischen Spielen teilnehmen.
Nach ihrer aktiven Zeit widmete sich Saunders weiterhin dem Ringen. Sie war einige Jahre lang Trainerin der US-amerikanischen Ringernationalmannschaft der Frauen und betreute 2004 zusammen mit ihrem Mann das US-Olympiateam der Frauen. Für ihre Verdienste um den Ringersport wurde sie im September 2011 in die FILA International Wrestling Hall of Fame aufgenommen.
Tricia und Townsend Saunders haben drei Kinder und wohnen in White Sands.

## Internationale Erfolge
(WM = Weltmeisterschaft, Frauen ringen nur im freien Stil)
- 1990, 6. Platz, WM in Luleå/Schweden, bis 50 kg

- 1991, 5. Platz, WM in Tokio/Japan, bis 47 kg

- 1992, 1. Platz, WM in Villeurbanne/Frankreich, bis 50 kg, vor Yoshiko Endo, Japan, Martine Poupon, Frankreich u. Jelena Jegotschina, Russland;

- 1993, 2. Platz, WM in Larvik/Norwegen, bis 47 kg, hinter Zhong Xiue, China u. vor Tetei Alibekowa, Russland u. Virginia del Carmen Revero Mogollon, Venezuela;

- 1994, 1. Platz, Ladies-Cup in Klippan/Schweden, bis 50 kg, vor Anna Gomis, Frankreich, Annett Kamke, Deutschland u. Sandra Granat, Schweden;

- 1995, 4. Platz, WM in Moskau, bis 47 kg, hinter Miyu Ikeda, Japan, Zhong Xiue u. Elena Egoschina, vor Lila Ristevska, Australien u. Helene Escaich, Frankreich;

- 1996, 1. Platz, Intern. Asienmeisterschaft, bis 50 kg, vor Kozue Kimura, Japan, Liu Hong-Mei, China u. Wu Li-Chuan, Taiwan;

- 1996, 1. Platz, WM in Sofia, bis 47 kg, vor Angélique Berthenet-Hidalgo, Frankreich, Miko Adachi, Japan u. Elena Egoschina;

- 1998, 1. Platz, WM in Posen, bis 46 kg, vor Miyu Ikeda, Inga Alexejewna Karamtschakowa, Russland, Juli Woitowa, Ukraine u. Mette Barlie, Norwegen;

- 1999, 1. Platz, WM in Hildursborg/Schweden, bis 46 kg, vor Zhong Xieu, Inga A. Karamtschakowa u. Mette Barlie;

- 2001, 15. Platz, WM in Sofia, bis 46 kg; Siegerin: Irina Melnik-Merleni, Ukraine vor Carol Huynh, Kanada u. Brigitte Wagner, Deutschland

## US-amerikanische Meisterschaften
Tricia Saunders wurde insgesamt achtmal US-amerikanische Meisterin.